# Castilleja pumila
Castilleja pumila är en snyltrotsväxtart som först beskrevs av George Bentham, och fick sitt nu gällande namn av Weddell. Castilleja pumila ingår i släktet målarborstar, och familjen snyltrotsväxter. Inga underarter finns listade i Catalogue of Life.

## Bildgalleri

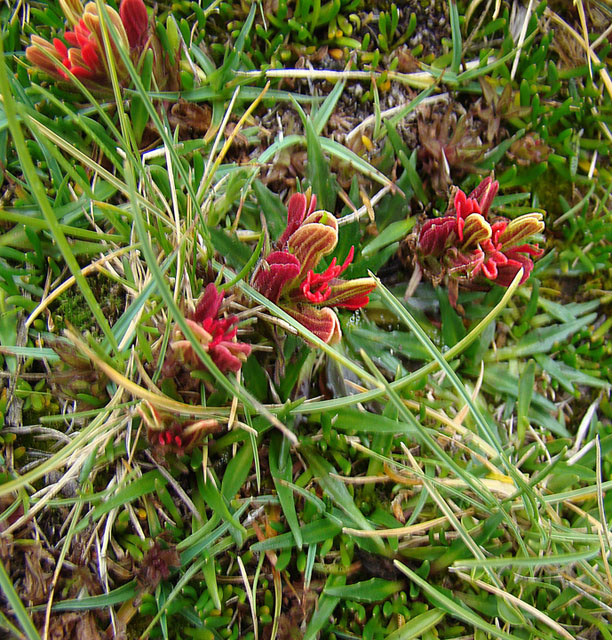